# Geštinana
Geštinana of Geštinanna was in de Sumerische mythologie een godin van geringere betekenis, de zogenaamde "hemelse wijnrank". Zij is de zuster van Dumuzi en komt zowel in Dumuzis droom als in Dumuzi and Geštinanna voor.
 Daarin tracht zij tevergeefs Dumuzi te helpen en beschermen die aan zijn lot tracht te ontsnappen, overgeleverd in de handen van Inanna en Ereškigal. In het huis van Geštinanna wordt hij in een gazelle veranderd voordat hij gevangen wordt en naar de onderwereld geleid.
Na de dood van Dumuzi weeklaagde Geštinanna dagen en nachten lang.
Zij is de echtgenote van Ningisjzida.
Na haar dood werd zij de godin van de wijn en van het koude seizoen. Zij is ook een goddelijk dichter en droomverklaarster.

## Ur III
De verering van deze godin wordt in de tijd van de Ur III-dynastie regelmatig genoemd. Bronnen daarvoor komen uit Girsu, Umma en Puzriš-Dagān. Uit Girsu stammen een aantal teksten die onbloedige offers aan haar en een gudu4-priester voor haar vermelden. De teksten uit Umma vermelden een  Geštinanna van KI.ANKI. Dit is een plaats even buiten Umma waar de plaatselijke hoofdgod Šara vereerd werd. Er is ook meerdere malen sprake van "sískur-riten voor het paleis". Op welk paleis dit precies betrekking had, is niet duidelijk. Het kan bijvoorbeeld Ur, Nippur of Uruk geweest zijn. Maar het toont wel het belang van de verering van de godin voor het koningshuis van Ur. Waarschijnlijk bezocht de godin (d.w.z. haar beeld) regelmatig het koninklijk paleis voor een paar dagen en werden er dan rituelen uitgevoerd. Het is bekend dat koningin SI.A-tum, de moeder van Šulgi een beeld van de godin had laten houwen dat Ĝeštinanna-SI.A-tum genoemd werd. Deze (vorm van de) godin werd nog onder Ibbi-Sin met offers verzorgd.